# Machaerium
För flugsläktet, se Machaerium (flugsläkte).
Machaerium är ett tropiskt-amerikanskt släkte av familjen baljväxter med omkring 100 arter, träd eller klättrande buskar, lianer, hos vilka stiplerna ombildats till bakriktade tornar. Av trädens ofta färgade ved erhålls ett särskilt till finare snickeriarbeten och fanér utmärkt gagnträ, bland annat från Machaerium schomburgkii från Guayane under namnet bokstavsträ, ormträ eller tigerträ. Från Machaerium scleroxylon, Machaerium firmum, vilka kallats jakarandaträ och av Machaerium violaceum, amarantträ.

## Bildgalleri

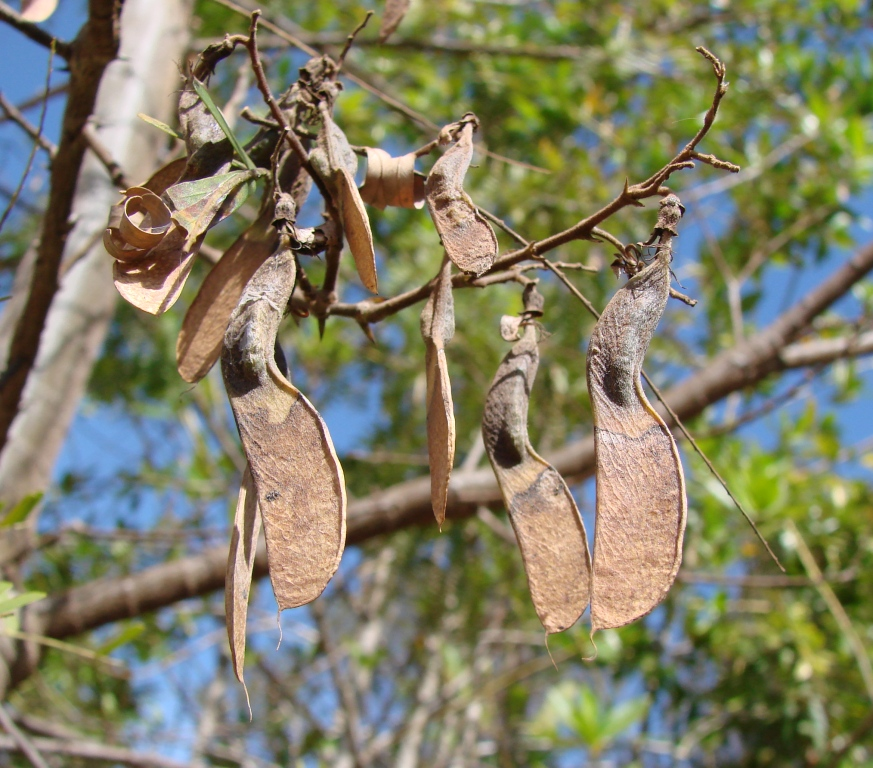
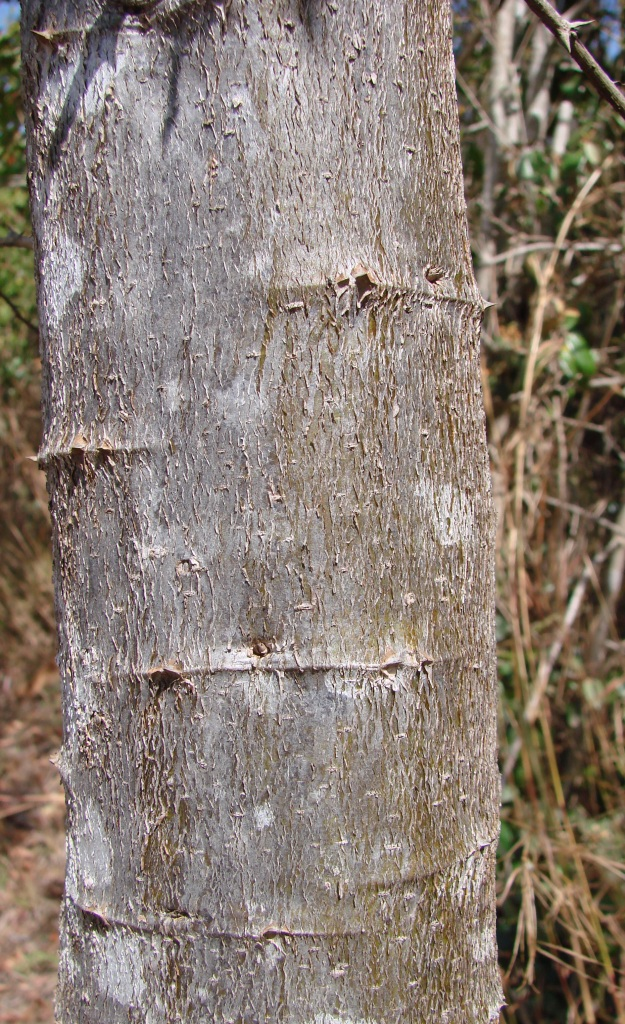
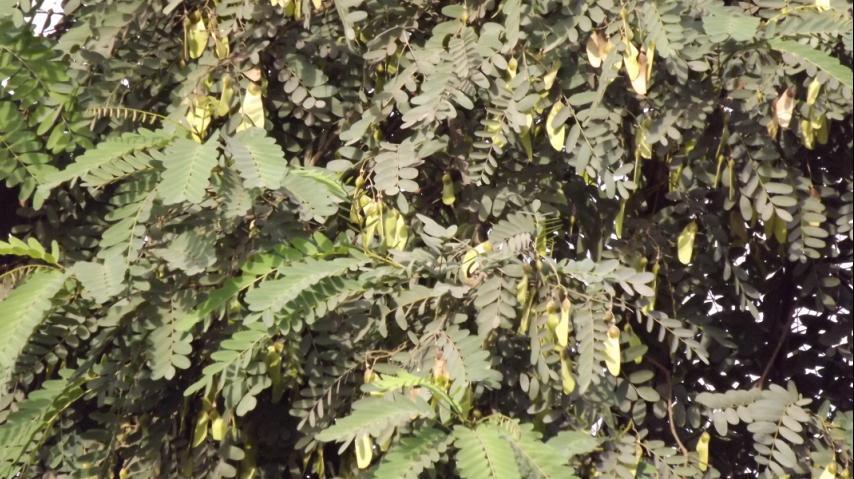